# Культурна антропологія
Культу́рна антрополо́гія — наука про культуру як сукупність матеріальних об'єктів, ідей, цінностей, уявлень і моделей поведінки у всіх формах її прояву і на всіх історичних етапах розвитку. В спрощеному розумінні культурна антропологія займається вивченням поведінки людини та результатів її діяльності. Як самостійна дисципліна сформувалася наприкінці XIX століття - початку XX в основному в США. Основні представники: Франц Боас, Бенедикт Рут, Маргарет Мід, Броніслав Малиновський, Джеймс Фрейзер, Альфред Редкліф-Браун, Едвард Тайлор, Марсель Мосс, Люсьєн Леві-Брюль та Клод Леві-Стросс.

## Зв'язок з етнологією
Не вирішеним залишається питання про зв'язок культурної антропології з етнологією. Існує чотири варіанти відповіді на питання про зв'язок цих дисциплін, причому у кожного з варіантів є свої прихильники.
Так ряд дослідників вважають, що етнологія та культурна антропологія поняття синонімічні. Інші ж вважають, що поняття культурна антропологія є ширшим за поняття етнологія і містить у собі останнє. На їхню думку, культурна антропологія виступає як узагальнене знання про основні інститути людської культури, в той час як етнологія є порівняльний аналіз культур. Треті наполягають на тому, що етнологія за своїм предметним полем значно ширша культурної антропології, яка на їхню думку, не виходить за рамки науки про біологічної та фізичної природі людини. Четвертий варіант зводиться до того, що хоча обидва поняття і пов'язані, вони мають принципово різні предмети: предмет культурної антропології — аспекти культури людства, етнології — вивчення окремих етносів і теоретичний аналіз етнічних спільнот як таких.
У вітчизняній науці поширенішим є третій підхід, у той час як в західній — перші два. У США та Великій Британії термін «етнологія» як визначення наукової дисципліни майже не використовується. У США поширеніше поняття «культурна антропологія», у Великій Британії — «соціальна антропологія».

## Історія
Якщо взяти до уваги гіпотезу про синонімічність культурної антропології та етнології, часом її появи як науки слід вважати час появи етнології, тобто 1830-ті — початок 1840-х років. Термін «антропологія» на Заході закріплюється з початку 1870-х, а вже в 1879 році починається викладання антропології в Рочестерському університеті в США та в 1884 році в Оксфорді. Існує кілька основних підходів, що пояснюють різноманіття духовної та матеріальної культури у різних народів світу, в різні історичні епохи.
Проблемам культурної антропології приділялася увага ще в епоху античності. Демокрітом і Титом Лукрецієм Каром були сформовані перші концепції Антропосоціогенезу. Ідея про природно-географічну зумовленість соціально-психологічних і політичних явищ була запропонована Гіппократом. Публій Корнелій Тацит був, ймовірно, першим етнографом. Він протиставив цивілізованість дикості, вказуючи на властиве цивілізації падіння моралі.
У XVI—XVIII століттях у зв'язку зі збільшенням знань про світ в Європі під час Доби великих географічних відкриттів, інтерес до антропології значно посилився. З іменами П'єтро Мартира, Мішеля де Монтеня, Жана-Жака Руссо та Дені Дідро пов'язана концепція «щасливого дикуна», яка отримала широку популярність через ідеалізацію суспільного ладу «примітивних» народів.
У XIX столітті напрямками громадської думки, що зробили найбільший вплив на формування антропології, були ідеї історичного прогресу Фергюсона, Кондорсе та Тюрго, роботи видатного німецького історика культури Гердера, а також ідеї «міфологічної школи».
У XIX столітті з'явився лінійний еволюціонізм, який розглядає культуру людства як перехід від простих форм до складніших. Основним об'єктом дослідження еволюціоністів (Джеймс Фрезер, Люсьєн Леві-Брюль) були «примітивні» суспільства — корінне населення, яке проживає на території колоній в Африці, Південній Америці, Південно-Східної Азії. Поява цього підходу була пов'язана з накопиченням етнографічного матеріалу і поширенням принципу історизму.
Наступний підхід, який зберігає наукову цінність у сучасній антропології — функціональний — з'явився на початку XX століття. Його поява була пов'язана зі швидким накопиченням етнографічних знань і застосуванням Броніславом Малиновським польового методу в роботі етнографа. Культура «примітивних» народів при наближеному розгляді виявилася надзвичайно складною та різноманітною. Функціоналісти (Броніслав Малиновський, Альфред Радкліфф-Браун) розглядали культуру як сукупність норм, цінностей, ритуалів, звичаїв, взаємопов'язаних між собою функціональними зв'язками.